# Dubravka Šuica
Dubravka Šuica, née le 20 mai 1957 à Dubrovnik (Yougoslavie), est une femme politique croate, maire de Dubrovnik entre 2001 et 2009, ancienne députée au Parlement croate et députée européenne de 2013 à 2019. Elle est depuis vice présidente de la Commission européenne.

## Biographie
Elle est battue lors des élections municipales de 2009, laissant son poste de maire de Dubrovnik à Andro Vlahušić.
Elle est désignée en août 2019 comme commissaire dans la commission von der Leyen.